# Дејвид Џулијус
Дејвид Џулијус (енгл. David Julius; Њујорк, 4. новембар 1955) амерички је физиолог познат по раду са молекуларним механизмима бола и топлоте. Заједно са Артемом Патапутеаном је 2021. године добио Нобелову награду за медицину за откриће рецептора за температуру и додир.